# USS Alger (DE-101)
L'USS Alger (DE-101) est un destroyer d'escorte de classe Cannon construit pour l'US Navy pendant la Seconde Guerre mondiale. 

## Origine du nom
L'USS Alger est nommé en l'honneur de Philip Rounsevile Alger (en). 

## Historique
Sa quille est posée le 2 janvier 1943 par Dravo Corporation (en), à Wilmington. Lancé le 8 juillet de la même année, il est inauguré par Miss Louisa Rodgers Alger. Armé au Philadelphia Navy Yard le 12 novembre 1943, son commandement est confié au Lt. Comdr. W. F. Porter.

### Carrière dans l'US Navy
Il sert dans l'océan Atlantique en particulier dans la lutte anti-sous-marine et contre les attaques aériennes des convois de la Navy.

### Carrière dans la Marine brésilienne
Le 10 mars 1945, l'USS Alger est retiré du service avant d'être vendu à la Marine brésilienne. Son nom est rayé des listes de la Navy le 20 juillet 1953. Le bâtiment est renommé Babitonga (D-16). Il est définitivement désarmé et démantelé en 1964.